# Frida Scotta

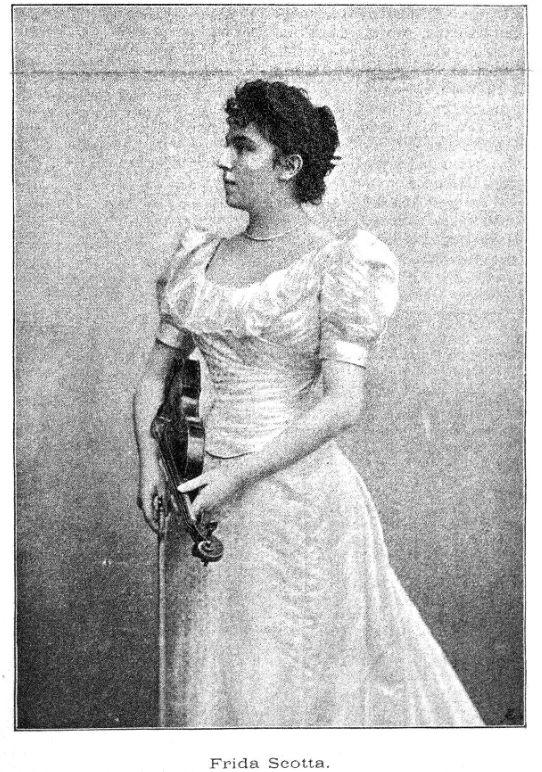
Frida Scotta (Österreichische Musik- und Theaterzeitung, März 1892, 4. Bd., Nr. 10, S. 1)

Frida Scotta, (auch Frieda) geb. Schytte, verh. von Kaulbach (* 31. März 1871 in Kopenhagen; † 29. April 1948 in Ohlstadt) war eine dänische Violinistin und die Ehefrau des Malers Friedrich August von Kaulbach.

## Leben
Frida Schytte spielte schon im Alter von fünf Jahren Violine und erhielt ihren ersten Unterricht von Ferdinand Stockmarr und Valdemar Tofte, einem Schüler Louis Spohrs und Joseph Joachims, in Kopenhagen. Sie studierte später am Pariser Conservatoire bei Lambert Massart, dessen Lieblingsschülerin sie war, und H. Berthelier. Für ihre außerordentlichen künstlerischen Leistungen erhielt sie bei Abschluss ihres Studiums den ersten Preis des Konservatoriums. Nach erfolgreichen Auftritten in Paris ging sie kurzzeitig wieder nach Kopenhagen, von wo aus sie ab 1890 unter ihrem Künstlernamen Frida Scotta Konzertreisen nach Skandinavien, Deutschland, Österreich-Ungarn, England und Russland unternahm.

Viele Konzertkritiken lobten ihr technisch einwandfreies Spiel und rühmten sie als eine erstklassige Violin-Virtuosin, die den „echten, schönsten Violinton der Welt“ habe. Die Zeitschrift Die Lyra urteilte über ein Konzert in Graz 1892: „Sie spielte Griegs G-moll-Concert nebst mehreren, Kleinigkeiten' mit durchgreifendem Erfolge. Große Technik, fester markiger Ton und edler, charaktervoller Vortrag sind die Vorzüge dieser vielversprechenden jugendlichen Künstlerin.“ Das Musikalische Wochenblatt urteilte 1892, Frida Scotta spiele „mit gesangreichem und reinem Ton und hochentwickeltem technischen Können.“ Voller Lob ist auch das Badener Bezirks-Blatt 1895: „Ihr Spiel ist warm und schmiegsam, einschmeichelnd und doch selbstbewußt, prickelnd und so abgerundet und gesund, fern von jeder Nervosität, als wäre es ein treues Abbild der liebenswürdigen Künstlerin.“

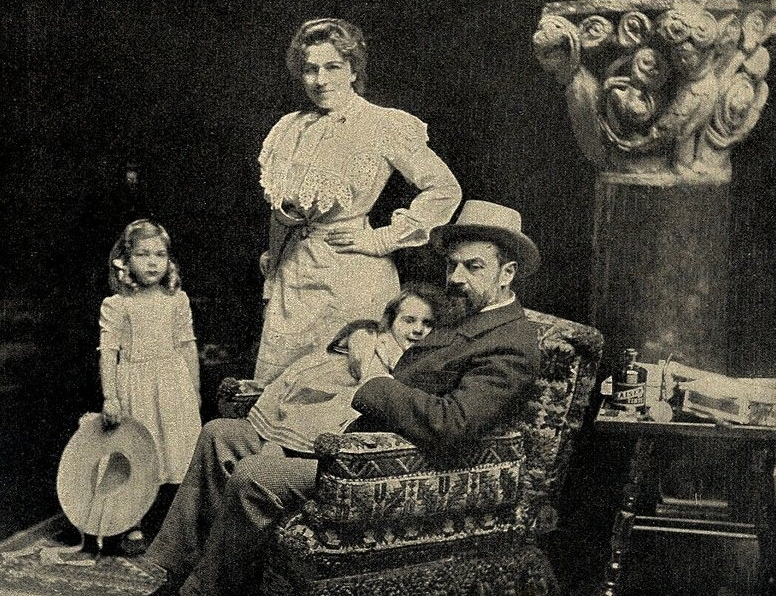
Frida und Friedrich August von Kaulbach mit ihren Töchtern Doris und Hedda, 1902

Sie trat sowohl als Solistin als auch in kammermusikalischen Besetzungen mit anderen Künstlern, u. a. mit dem Cellisten Henry Bramsen, auf. Ihr Repertoire umfasste u. a. Werke von Sarasate, Bruch, Grieg und Saint-Saëns.
1897 heiratete Frida Scotta den Münchener Maler Friedrich August von Kaulbach, den sie auf einer Konzertreise nach Deutschland kennengelernt hatte. Ihr Mann porträtierte sie wiederholt in seinen Gemälden und Zeichnungen. Das Paar lebte in München sowie in ihrem Landhaus in Ohlstadt bei Murnau. Auch nach ihrer Eheschließung setzte Frida von Kaulbach ihre Konzertkarriere in München fort und trat öffentlich sowie in eigens von ihr veranstalteten Salons auf. Ihre drei Töchter Doris (1898–1950), Hedda (1900–1992) und Mathilde (genannt Hilde, 1904–1986) wurden ebenfalls Musikerinnen und traten zusammen mit ihrer Mutter im privaten Rahmen als Streichquartett auf.

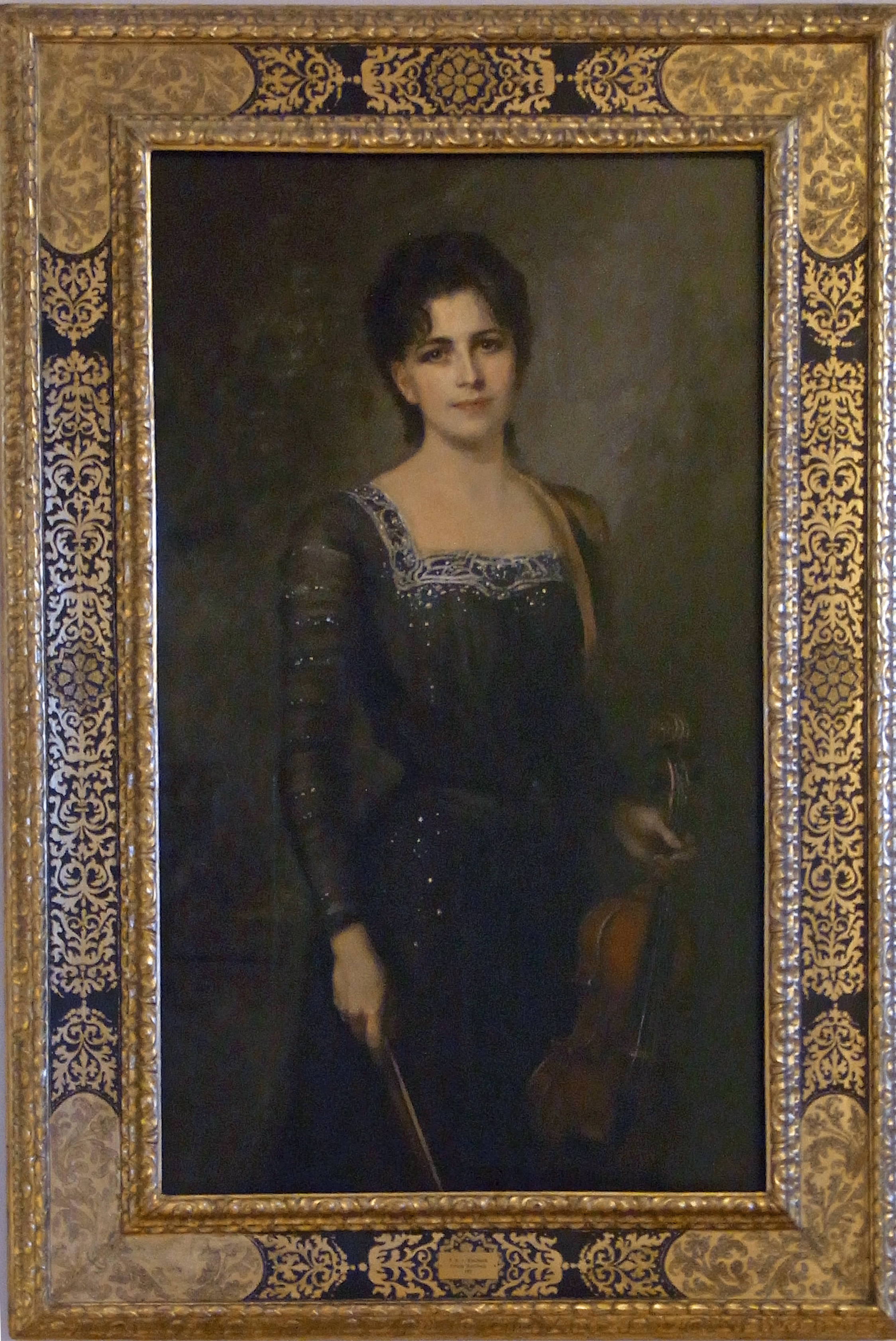
Frida von Kaulbach 1901, Gemälde von F. A. von Kaulbach

Nach dem Tod ihres Mannes 1920 zog sich Frida von Kaulbach aus der Öffentlichkeit zurück und wohnte überwiegend auf dem Landsitz in Ohlstadt.